# Peter-und-Paul-Kirche (Jungingen)

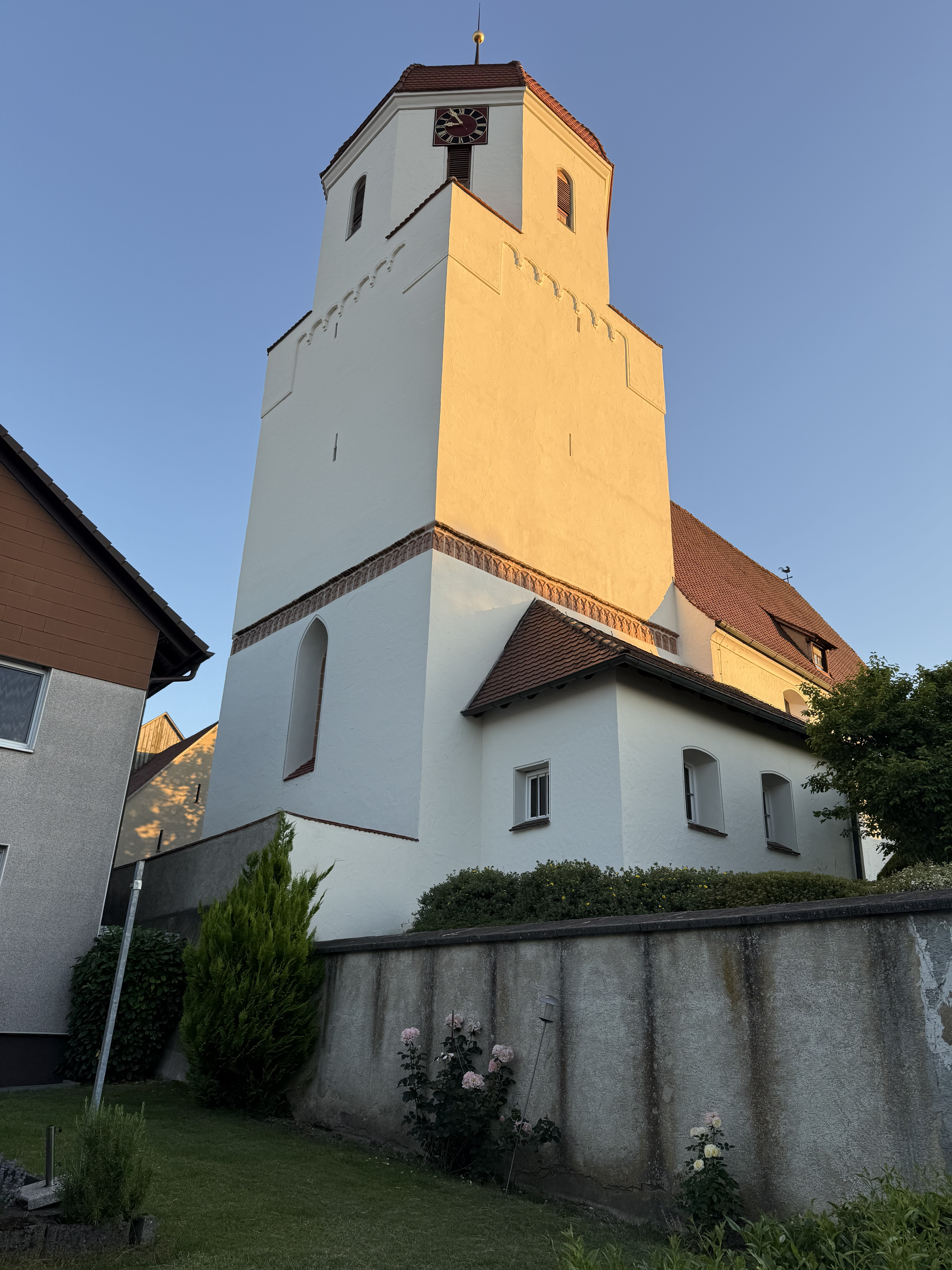
Blick zum Chorturm und Sakristei.

Die evangelische Peter-und-Paul-Kirche ist eines der ältesten Gebäude in Jungingen, dem nördlichsten Stadtteil von Ulm. Die Kirchengemeinde gehört zur Evangelischen Landeskirche von Württemberg. Das Bauwerk ist beim Landesamt für Denkmalpflege Baden-Württemberg als Baudenkmal eingetragen. Aufgrund des markanten Aussehens ist Peter und Paul das Wahrzeichen von Jungingen.

## Geschichte
Die erste Saalkirche muss noch vor der ersten urkundlichen Erwähnung
Jungingens (1275) errichtet worden sein. Sie war im Baustil der Spätromanik ausgeführt. Davon ist noch der untere Teil des Turmes erhalten, in dem sich auch der Chor befindet.
Das Langhaus wurde jedoch wieder abgebrochen und mit größerem Grundriss im Stil der Gotik neu gebaut. Dieses wurde 1499 eingeweiht. Im Rahmen dieses Umbaus bekam der eigentlich romanische Chor ein gotisches Gewölbe eingezogen.
Das Gebäude ist eine der ältesten Kirchen Ulms, das noch benutzt wird.
1531 wurde im Gebiet der Reichsstadt Ulm die Reformation eingeführt, so wurde auch die Junginger Kirche evangelisch. Das ist auch der Grund für die explizit evangelische Innenausstattung, die überwiegend in der Barockzeit eingebaut wurde.
1600 erfolgte der Einbau einer Empore im Westen des Langhauses.
Bei einem Sturmgewitter 1646 brach der bis dahin spitze Kirchturm zusammen. Der Torso wurde mit einem achteckigen Geschoss aufgestockt, das die Turmuhr und den Glockenstuhl beherbergt und mit einer Glockenhaube bedeckt wurde.
1697 erhielt das Langschiff seine heutige Kassettendecke und einen großen Teil der barocken Ausstattung des Chorraums.
1727 wurde die Empore entlang der Nordwand erweitert.
1805 wurde die Kirche im Vorfeld der Schlacht von Ulm beschädigt. 1875 wurde der Friedhof, der sich bisher auf der Südseite der Kirche befand, an den Ortsrand verlegt, wo er inzwischen von Neubaugebieten eingerahmt wird. 1956 wurde das Beinhaus abgebrochen, das an die Sakristei angeschlossen war. 1987 wurde der bisher steile Treppenaufgang zur Kirche durch den heutigen etwas geschwungenen Verlauf ersetzt. 1999 fand die bisher letzte große Renovierung der Kirche statt.

## Beschreibung der Kirche von außen

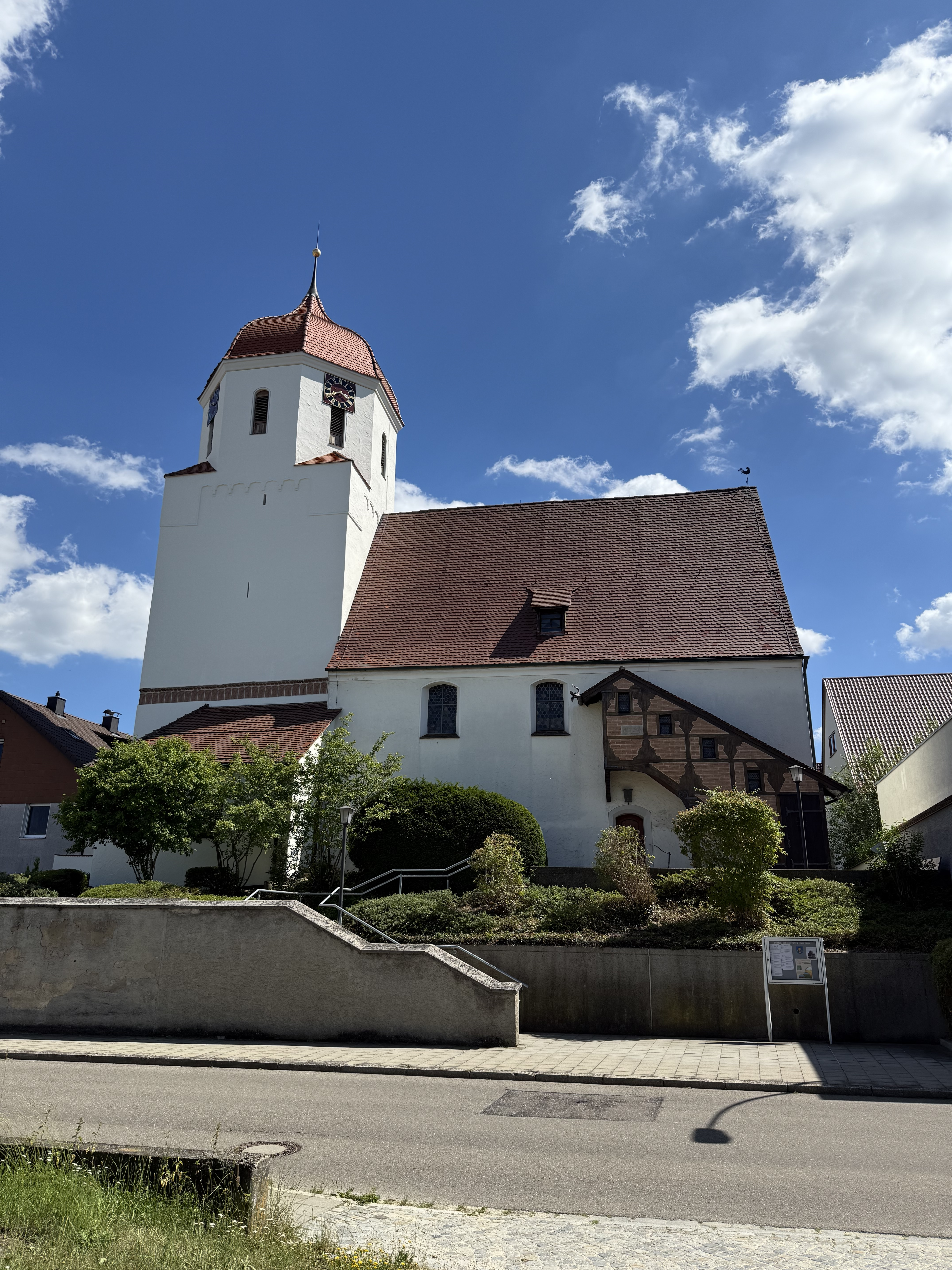
Peter und Paul von Norden her. Auf der linken Seite befindet sich die Sakristei, rechts der Treppenaufgang in den oberen Stock des Kirchengebäudes, vorne der Treppenaufgang zur Kirche aus moderner Zeit

Der Grundriss des Gebäudes ist der einer Saalkirche mit einem Chorturm. Die Decke ist in diesem Falle freitragend ohne innenliegende Pfeiler und ist wahrscheinlich aus Holz gezimmert. Die Kirche ist, wie viele ältere sakrale Gebäude, mit dem Chorturm nach Osten ausgerichtet. Die Mauern sind sehr wuchtig errichtet und wirken schwer. Die Fenster der Nordfassade sind mit flachen Bögen ausgestattet. Die Südseite ist mit zwei einfachen, schlichten Spitzbogenfenstern ausgeführt, was auf den Beginn der gotischen Epoche hinweist, und es ist später ein typisches Fenster des Barocks eingesetzt worden. Der Chorturm weist auf der Südseite und der Ostseite jeweils ebenso ein schlichtes Spitzbogenfenster auf.
Die Zwiebelhaube  des Chorturms mit ihrem oktogonalen Grundriss ist ein Stilelement des Barock.
Insgesamt ist das Gebäude außen schlicht ausgeführt: ohne Bemalungen oder Verzierungen. Die gesamte Fassade ist durchgängig nur weiß getüncht.

### Kirchplatz

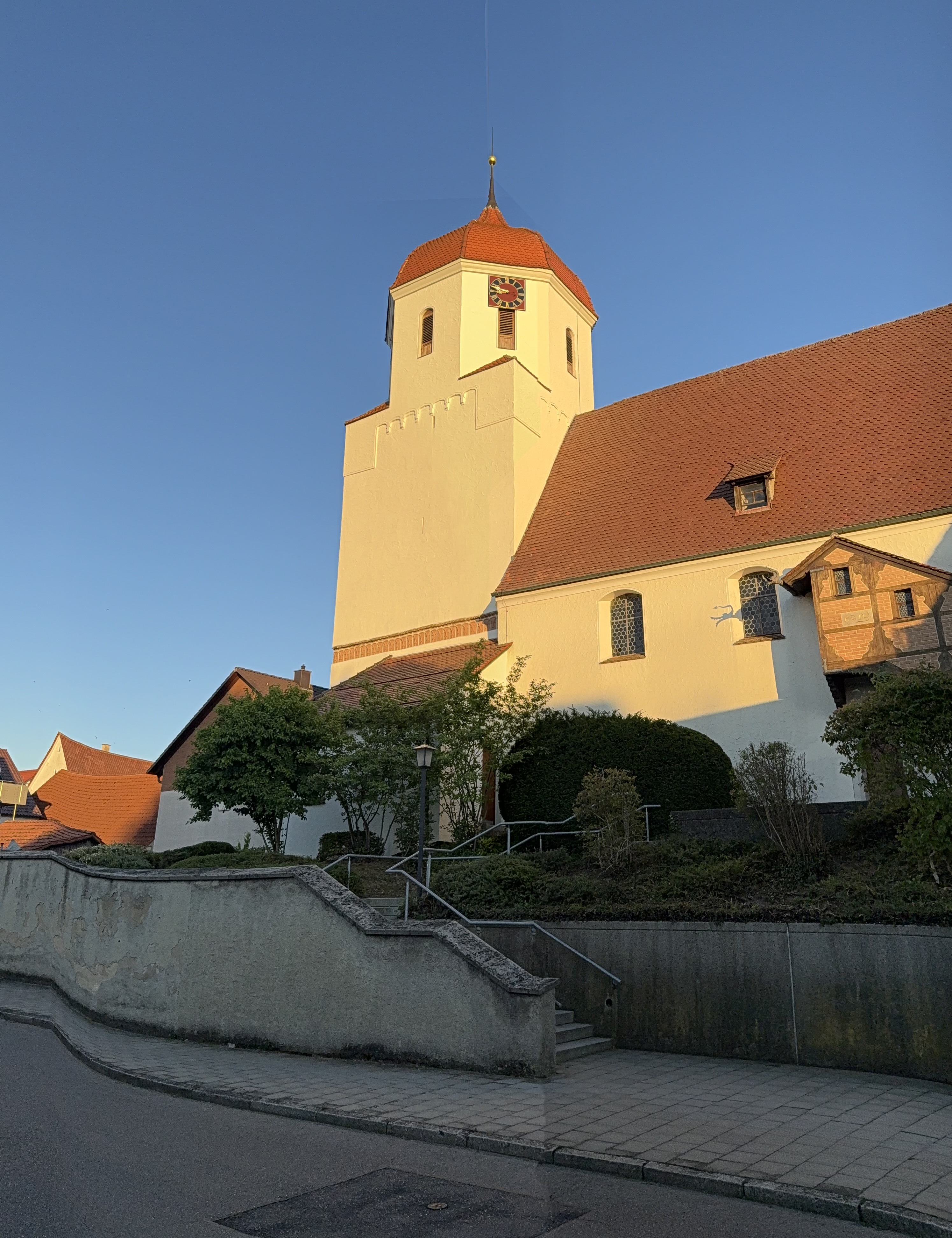
Peter und Paul von Nordwesten

Der Kirchplatz befindet sich in einer Umgebung mit Gefälle, die auf einer Länge in Westostrichtung von mehreren hundert Metern nach Norden hin abschüssig ist, wodurch sich ursprünglich ein Abhang bildete. Da der ursprüngliche historische Teil des Ortes aus Bauernhöfen bestanden, die hauptsächlich im Süden vom zukünftigen Kirchplatz standen, wurde der Kirchplatz bis zu einer Höhe von 3,50 m zu einer Schanze aufgeschüttet, wodurch ein gleichmäßig horizontales Plateau entstand, das den Abhang nach Norden hin ausgleicht. Auf diesem ebenen und flachen Plateau wurde die Kirche errichtet.

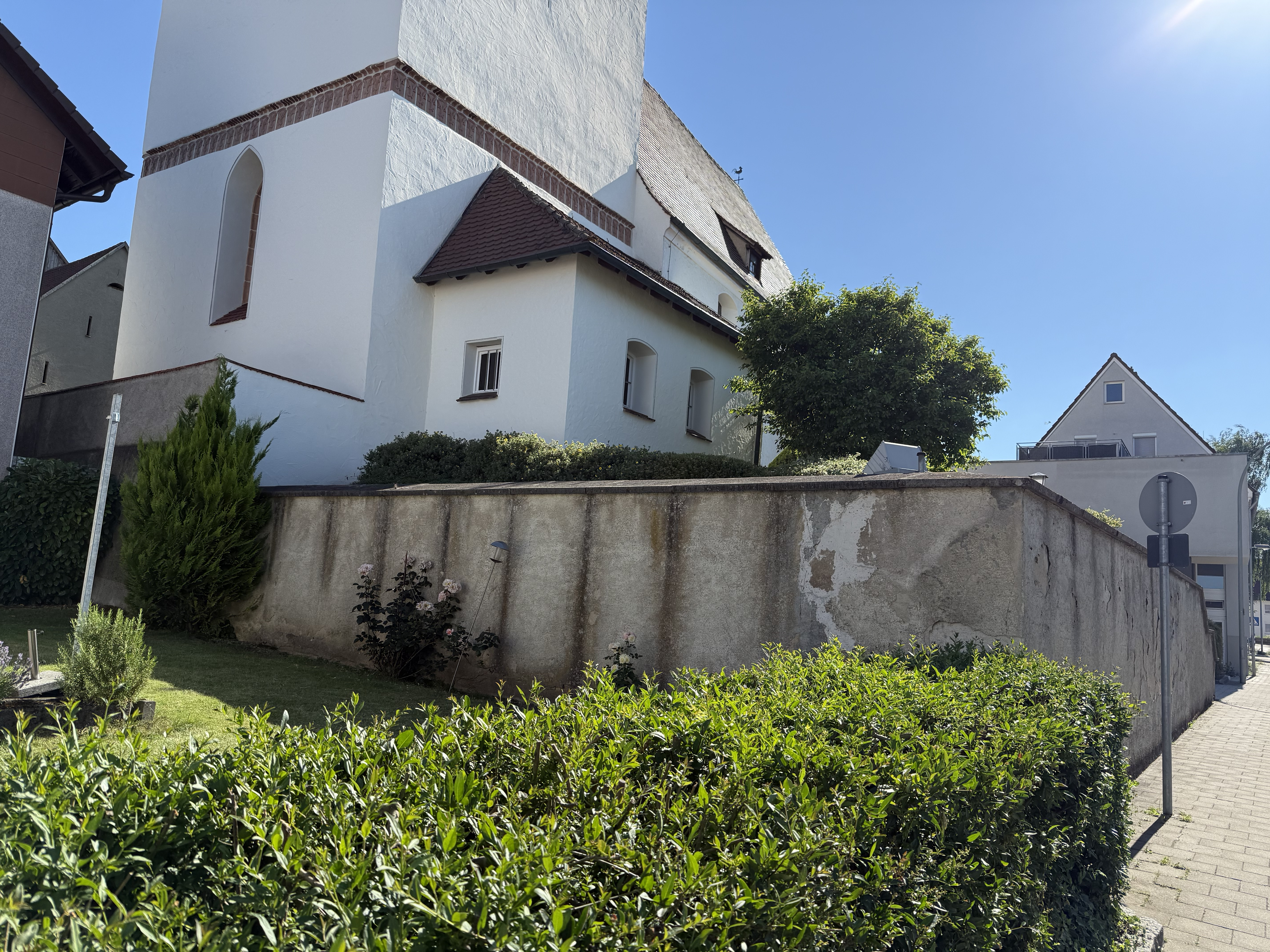
Plateausockel des Kirchplatzes

Das moderne Jungingen weist auf der Nordseite die Ehmannstraße mit Bürgersteigen aus. Zur Kirche führt jetzt ein Treppenaufgang hinauf, der den Höhenunterschied von 3,5 m überwindet. Erst die Erschließung des Nordens als Wohngebiet machte den Treppenaufgang in dieser Form erforderlich.

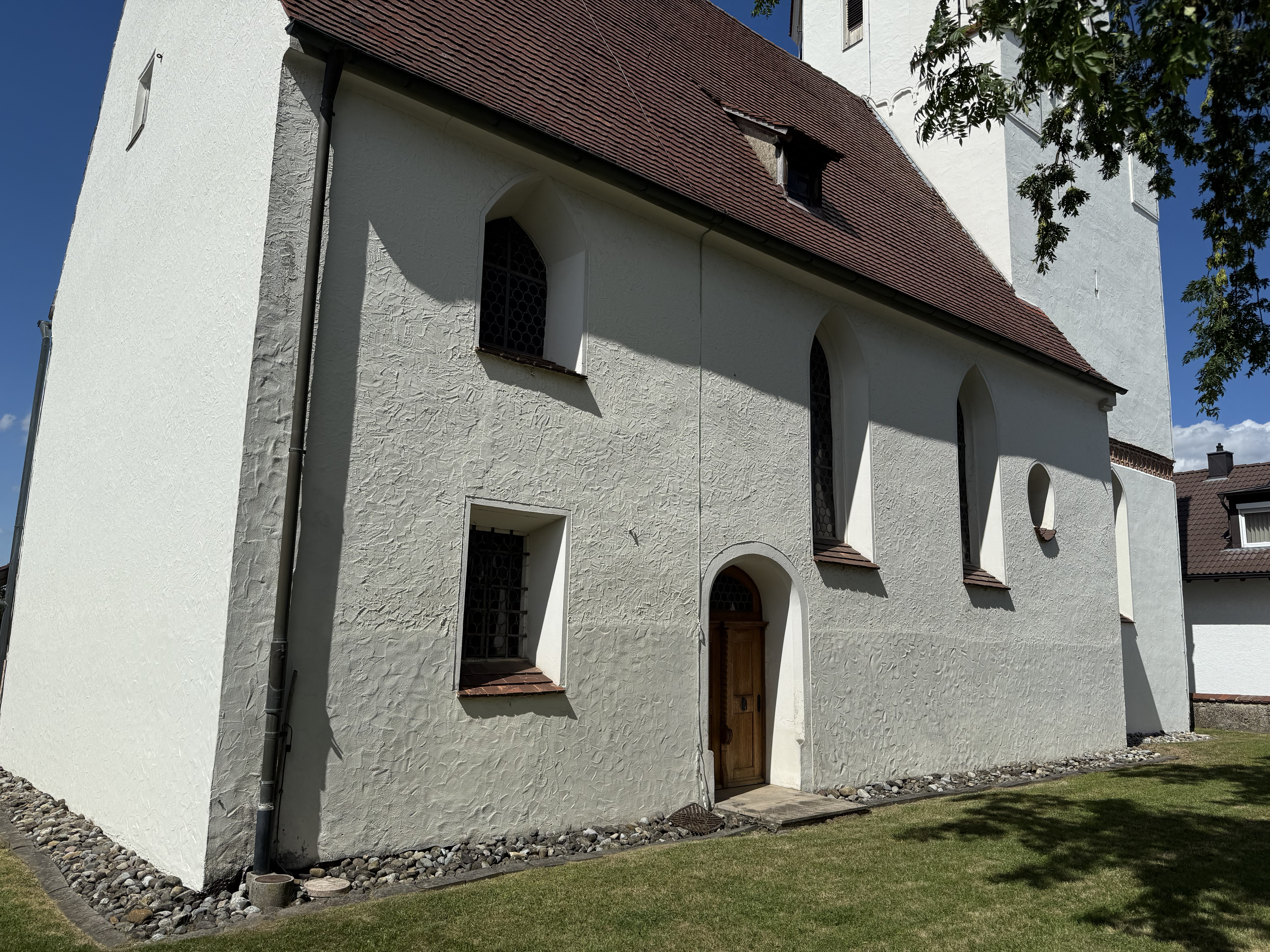
Südfassade mit Hauptportal und Grünfläche (mit Blick auf die Westseite).

Das Hauptportal befindet sich in der Südseite, vor dem sich eine Grünfläche mit Denkmal geschützten Grabstelen ausbreitet; mit Richtung auf die damals ältesten Teile des Ortes. Die Gläubigen näherten sich daher von dieser Seite dem Sakralbau.

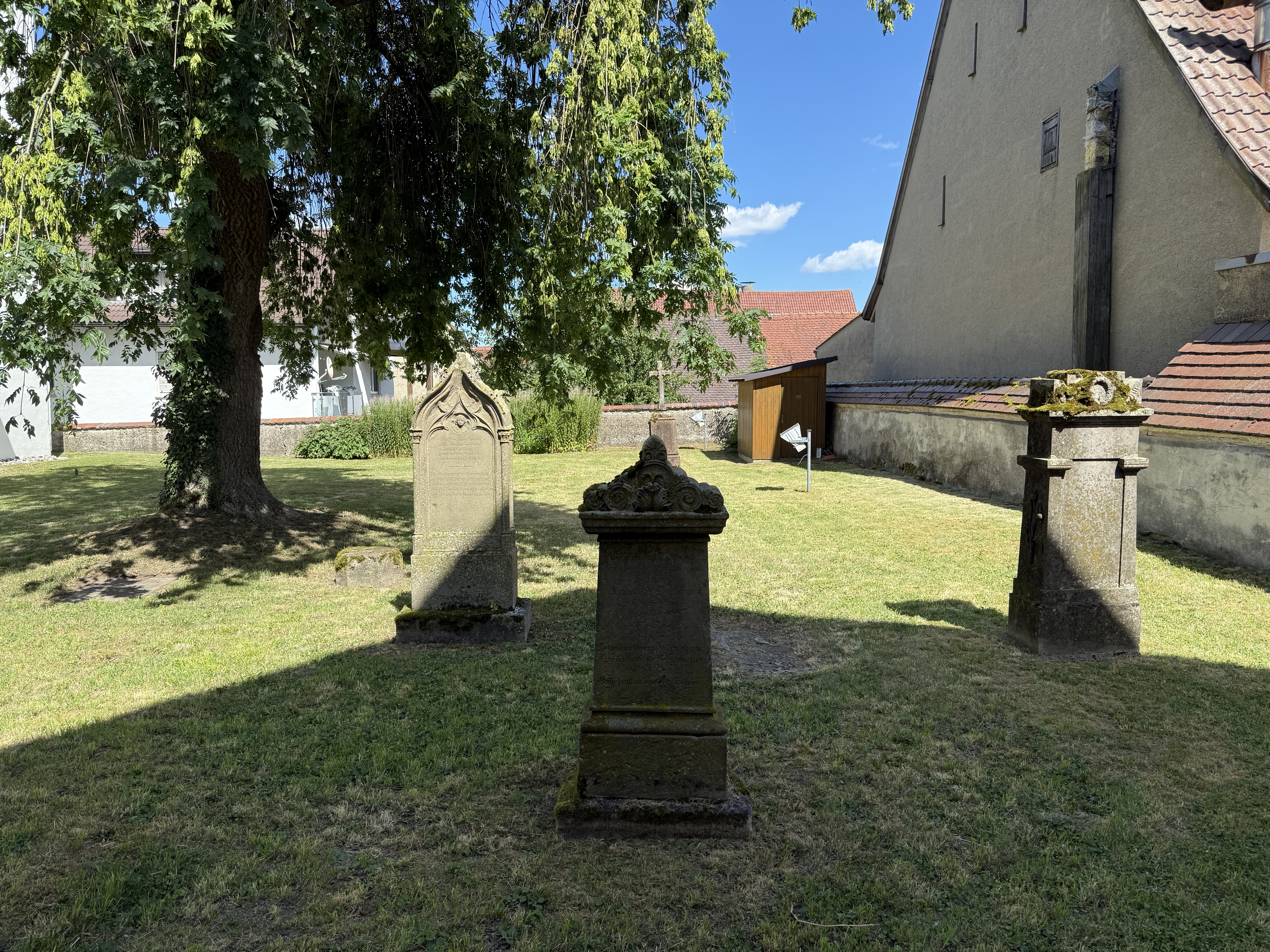
Grabstelen vor dem Hauptportal, das sich links außerhalb der Aufnahme befindet

Das Portal ist heute mit einer kräftigen schlichten Holztür ausgestattet, die erst später eingesetzt wurde. Im oberen Teil befindet sich ein Fenster aus Puttenglas.

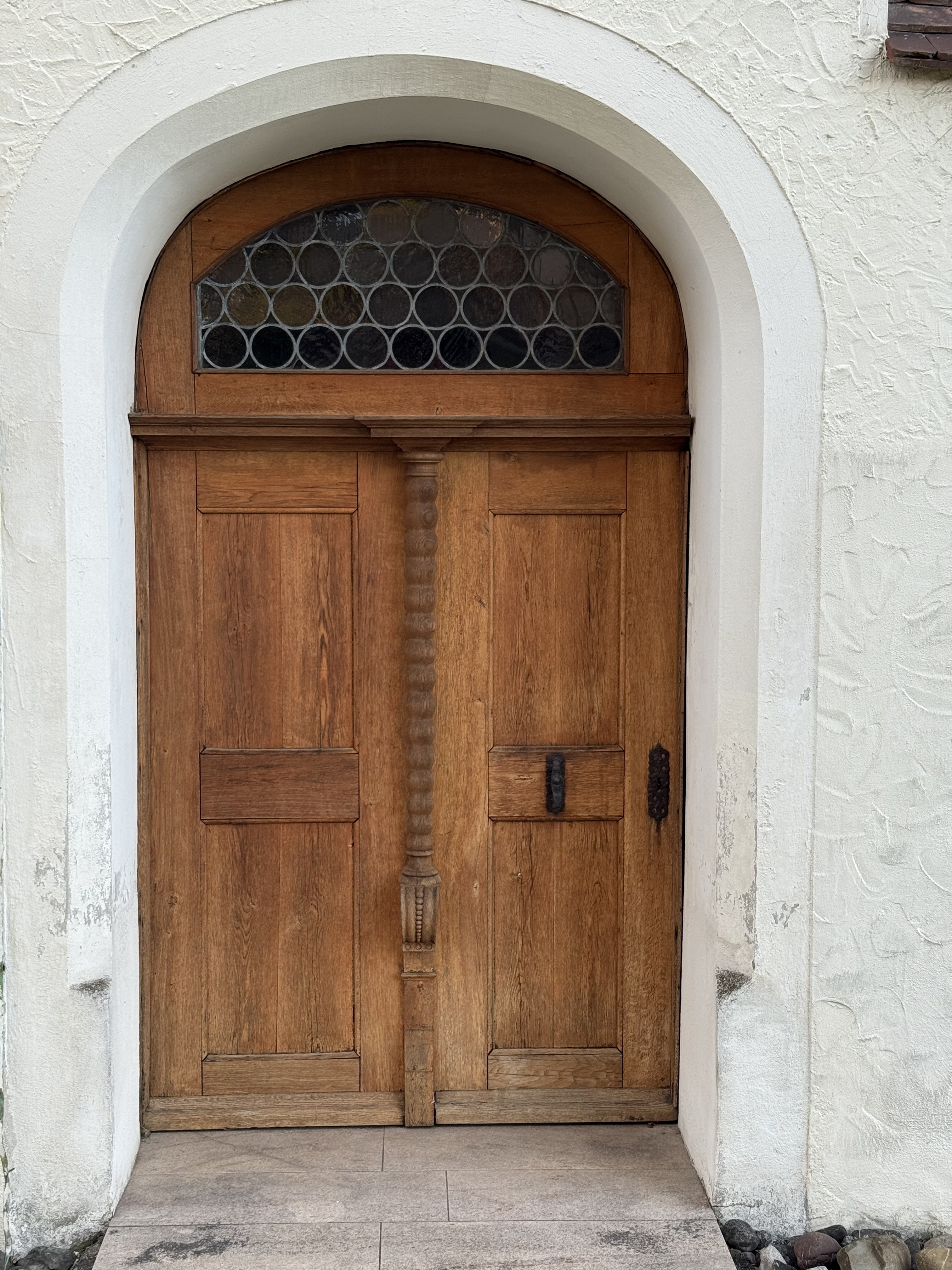
Portal in der Südfassade

Die Südseite, und damit auch der Zugang von Süden her, ist heute mit landwirtschaftlichen Gebäuden verbaut. Die Kichenmauer im Süden hat wohl eine Lücke für ein Tor ausgewiesen, die später geschlossen wurde.

### Chorturm mit Glockenstuhl

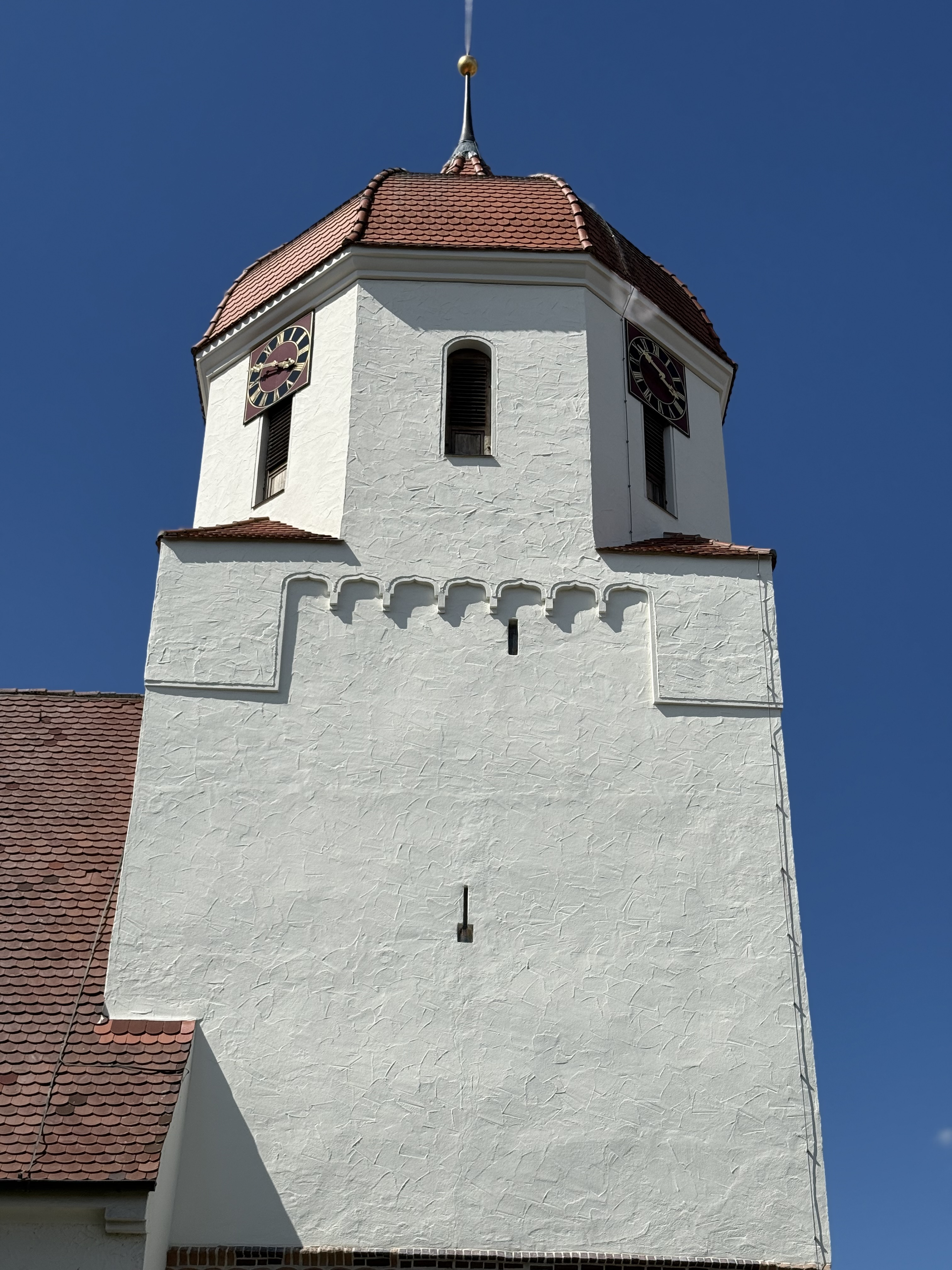
Chorturm von Norden her

Der Chorturm hat zunächst einen quadratischen Grundriss von etwa 10 × 10 m, dem ein hochkant aufgestellter Quader folgt, der nach etwa 15 m Höhe in einen oktogonalen Grundriss übergeht, der von einem Oktokaeder gefolgt wird, der von der ebenfalls oktogonalen Zwiebelhaube gedeckt wird. Auffällig ist: Diese Abfolge erinnert an Kirchtürme, die auch als Söller benutzt wurden (vgl. St. Martin in Augsburg und die Dreifaltigkeitskirche in Ulm) In diesem Fall wird dies nur angedeutet und als Stilelement eingesetzt. Das obere Ende jeder Seitenfläche des quaderförmigen Teils ist mit einer Bogenkaskade von sieben Schwingenbögen ausgeschmückt, die orientalisch wirken und deren Anzahl kein Zufall ist. Die Zahl sieben steht für Vollkommenheit und ist ein Symbol für Jesus Christus. Es ist eine heilige Zahl.
Im folgenden oktogonalen Aufsatz über dem ersten Kranz befinden sich jeweils auf jeder der acht gleichmäßigen Seiten schmale Durchbrüche im Verhältnis von etwa sechs zu eins, die deshalb nur zur Lichtdurchflutung dienten, heute aber mit Windschutzjalousien abgedeckt sind, da sich dahinter die Kirchenglocken befinden. Diese „Schallöffnungen“ sind nach oben durch Rundbögen abgeschlossen. Jede zweite Seitenfläche des Oktokaeders trägt jeweils eine Turmuhr; jede einzelne ist nach NW, SW, SO und NO ausgerichtet.
Auch der Chorturm besitzt zwei Spitzbogenfenster im quaderförmigen unteren Teil in östlicher und südlicher Ausrichtung.

### Treppenaufgang für die Empore (Nordfassade)
Von Norden her befindet sich ein Treppenaufgang für den innen liegenden Balkon (Empore) aus rotem Backsteinfachwerk. 
Die Restaurierung in der heutigen Form stammt aus dem Jahre 1903. 
Auch im Weiler Kesselbronn, der zu Jungingen gehört, kommt ein Wohngebäude vor, dass eine Backsteinfassade aufweist.

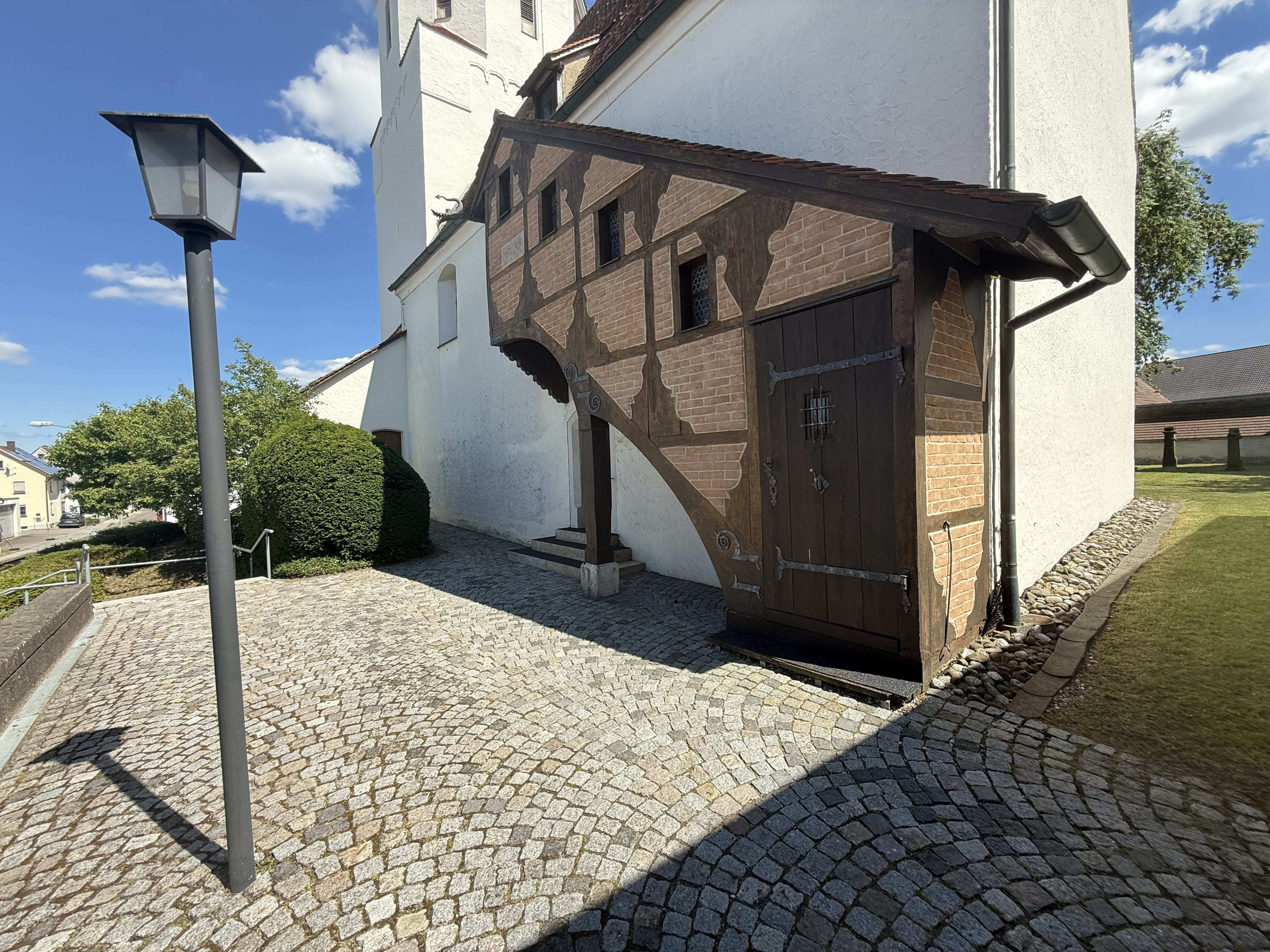
Treppenaufgang für den innen liegenden Balkon

Das Fachwerk in der ausgeführten Form passt nicht zum Stil des schwäbischen Fachwerks, wie das, das etwa im Ulmer Fischerviertel vorkommt.

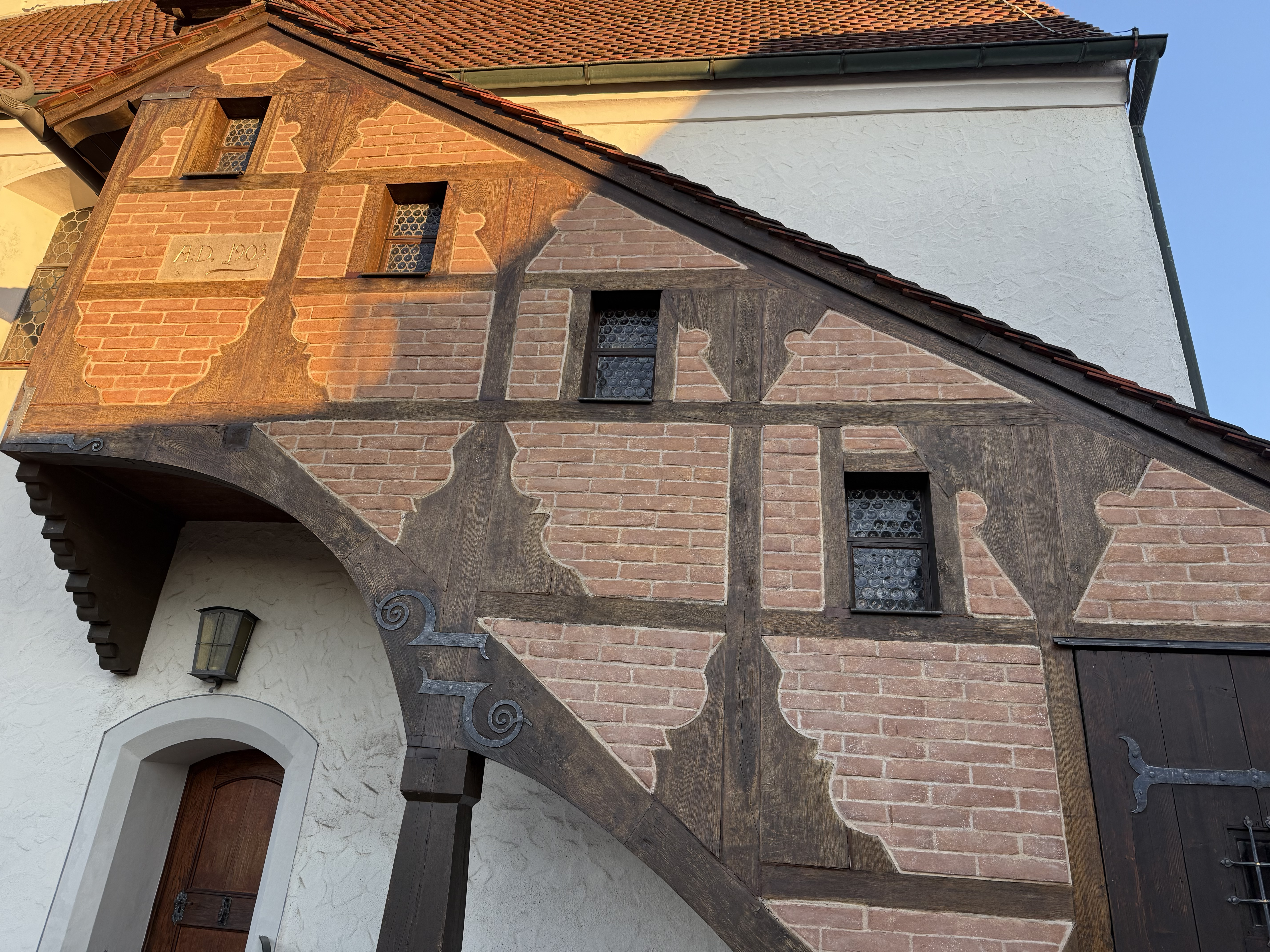
Treppenaufgang der Empore, nähere Ansicht

Der Stil des Fachwerks mit gefärbtem Mörtel zwischen den Steinen ist sehr aufwändig. Die Ausführung insgesamt ist verspielter.

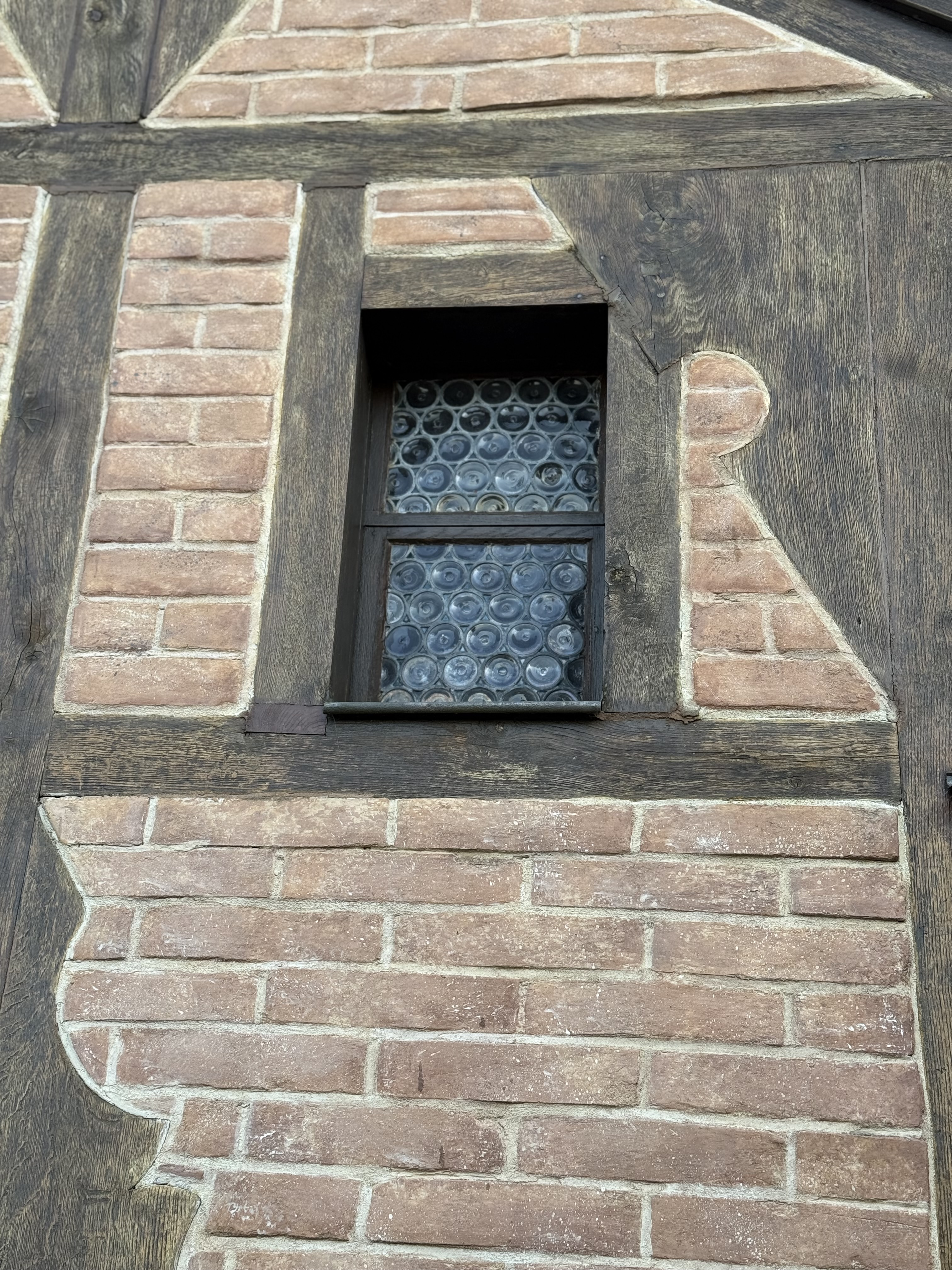
Treppenaufgang mit Fenster und Puttenglas

### Südfassade mit gotischen Fenstern
Bevor die Gläubigen den Sakralbau betraten, blickten sie auf die gotischen Fenster. Auf der rechten Seite ist ein Fenster zu sehen, das zum Barockstil passt. Deshalb darf man annehmen, dass das Fenster erst später eingesetzt wurde.

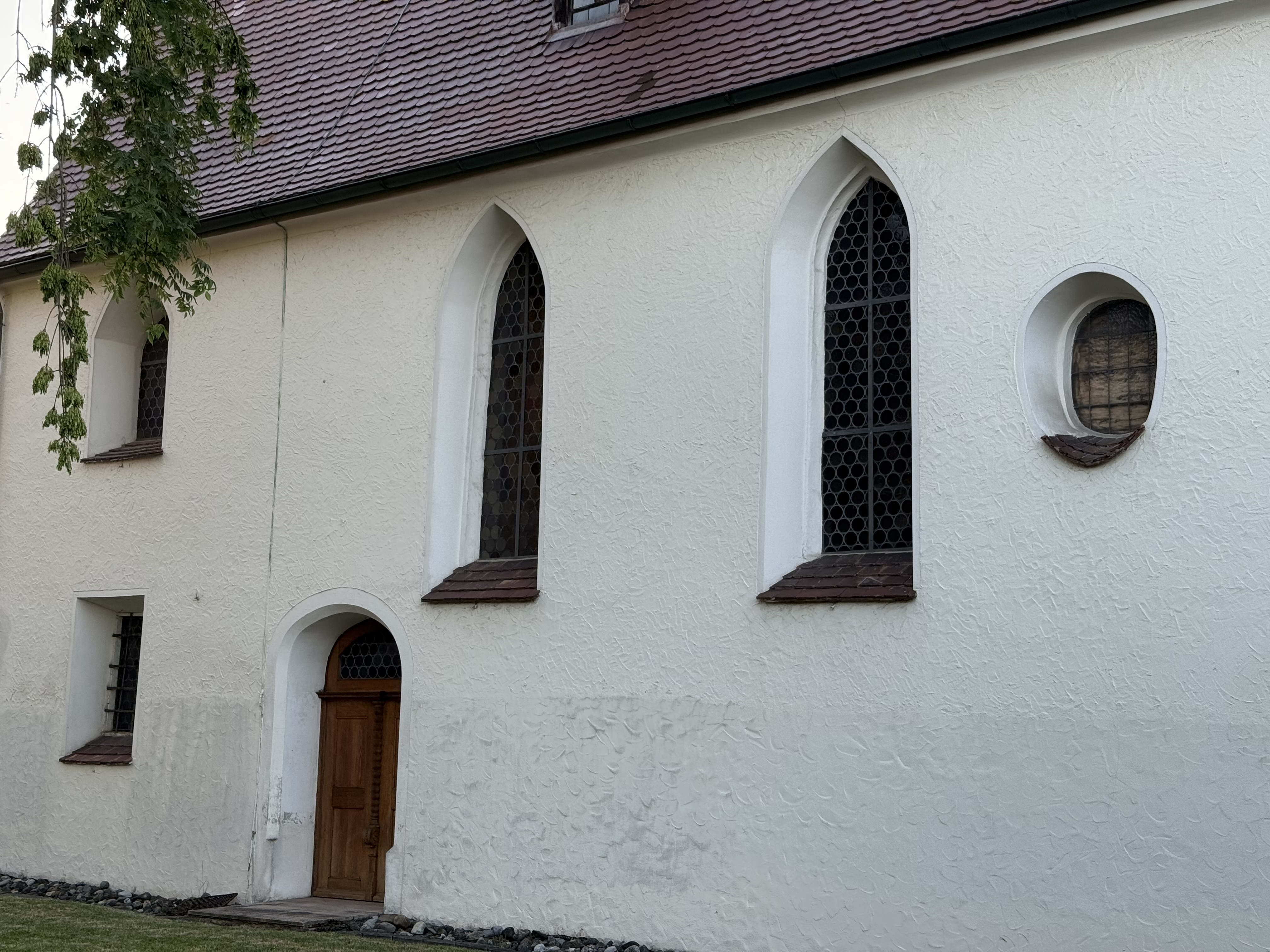
Südfassade mit gotischen Fenstern. Rechts: Fenster im Barockstil

Die Spitzbogenfenster, hier das Südfenster des Chorturmes, sind schlicht ausgeführt.

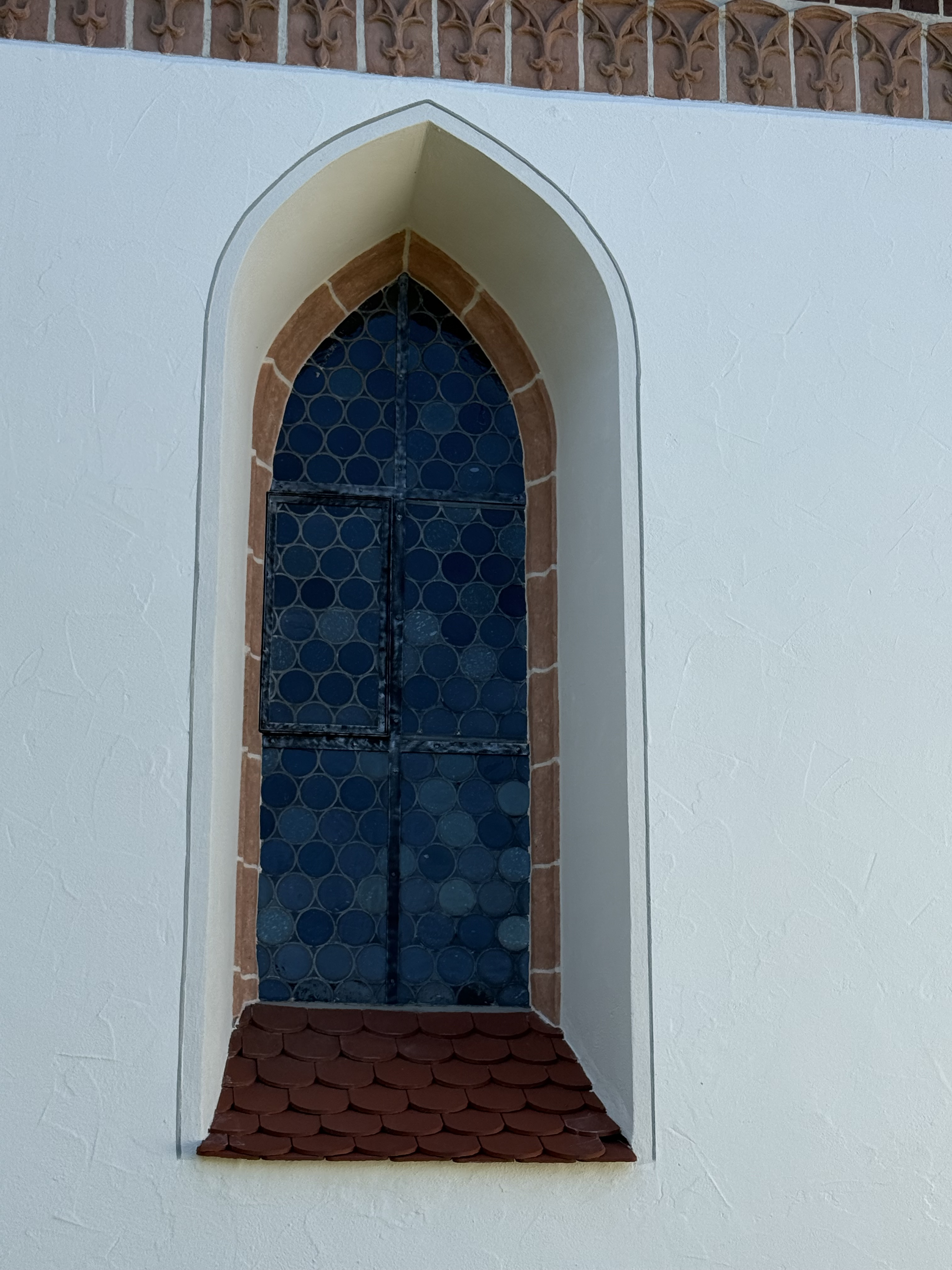
Südfassade, Spitzbogenfenster

### Nordfassade und Sakristei
Die Sakristei befindet sich an der Nordfassade des Glockenturms. 

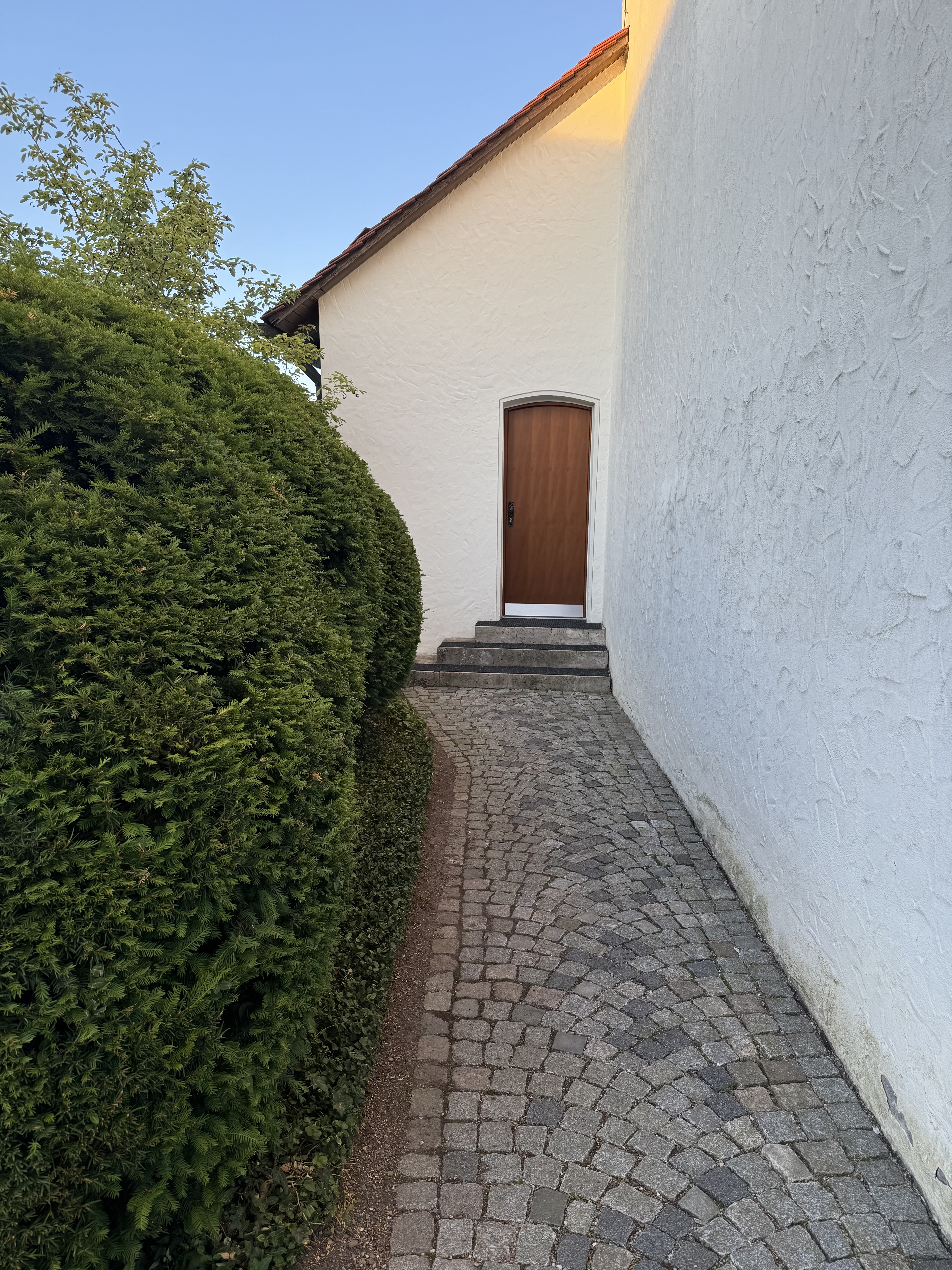
Zugang zur Sakristei

## Beschreibung des Kirchenschiffs
Das Kirchenschiff ist nicht durch freitragende Stützen für die Decke unterteilt, weswegen es sich bei Peter und Paul  um eine selbsttragende Saalkirche handelt, die keinerlei Innenpfeiler bedarf. Hier zeigt sich sehr deutlich wie Wirkung einer Saalkirche. Die gotischen Spitzbogen-Fenster der Nordfassade wurde im Zuge des Einbaus der Nordempore umgestaltet. Die flache Decke ist mit einer Holzvertäfelung verkleidet, was die Akustik nachhaltig unterstützt.
Durch den Einbau einer hölzernen Empore entsteht ein zweites Stockwerk. Es handelt sich daher um einen Emporensaal.
Die Einrichtung des Kirchenraumes ist, verglichen mit der Außenfassade, sehr detailreich und kommt ohne gemauerte Details aus.

### Blick in den Saal und zum Chorraum
Das Kirchenschiff mit Blick zum Chorraum zeigt die detailreichen Elemente der Innenausstattung. Der Chorraum ist eingezogen, also leicht schmäler als das Kirchenschiff und erreicht nicht dessen Höhe.

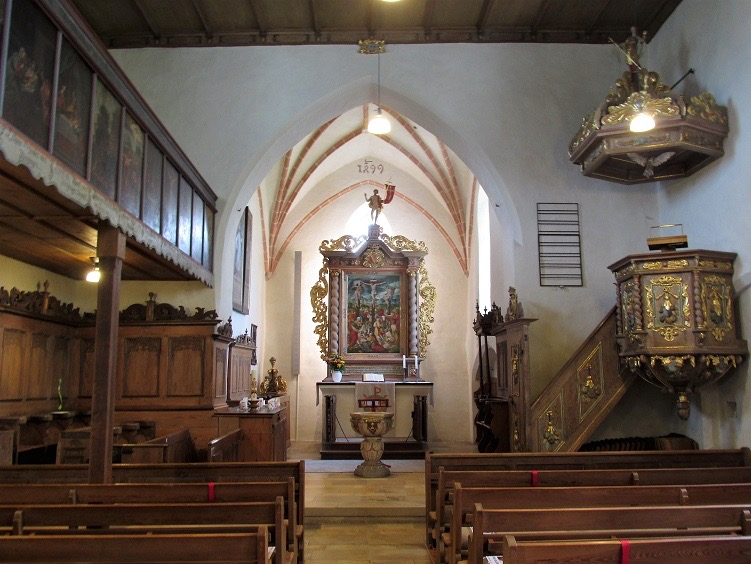
Kirchenschiff mit Blick zum Chorraum, der nach Osten ausgerichtet ist. Rechts ist die Kanzel zu sehen.

### Blick in den hinteren Teil des Kirchenschiffes
Der Blick vom Altar nach hinten zeigt die Anordnung der Empore, deren Aufgang aber von außen erfolgt. 

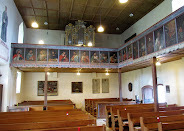
Gemeindesaal, Blick vom Altar nach hinten

Die getäfelte Holzdecke ist hier gut erkennbar.
Die Südwand ist mit Wandgemälden geschmückt. Auf dem Bild kann man Martin Luther erahnen.

### Empore
Die West-Empore wurde 1600 aus Holz errichtet. Sie weist an der Front eine Balustrade aus, deren Holzflächen 1658 mit Gemälden der zwölf Apostel verziert wurden. 1727 wurde die Empore entlang der Nordwand des Kirchenschiffs erweitert. Dabei wurden die drei nördlichen Bilder der Westempore an der neuen Nordbalustrade angebracht. Der verbleibende Platz an der Balustrade wurde mit Gemälden zu biblischen Geschichten gefüllt. Auf der Westseite der Empore, etwas seitlich von der Mittelachse angeordnet, ist die Orgel aufgestellt.

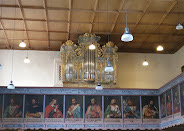
Innenraum mit Blick vom Altar nach hinten

### Orgel
Die Orgel steht im hinteren Teil, wurde mehrfach umgebaut und später wieder nach alten Plänen in den ursprünglichen Zustand versetzt.

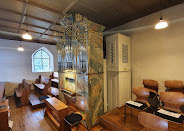
Empore im westlichen Teil mit Gestühl

### Chorraum
Blick in den Chorraum, auf den Altar mit Kalvarienberg.
Die Decke des Chorraums zeigt zur Gestaltung gotische Spitzbögen über dem Kalvarienberg.

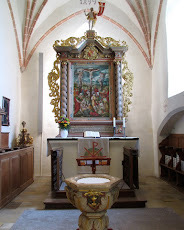
Altar mit Kalvarienberg

## Innenraum
Die Wandmalereien im Innenraum, unter anderem eine Darstellung von Martin Luther, wurden 1656/58 ausgeführt. Da die Kirchenausstattung größtenteils dem Bauernbarock zuzuordnen ist, macht sie einen sehr einheitlichen und geschlossenen Eindruck. Tatsächlich wurde sie nach und nach über einen Zeitraum von rund 150 Jahren hinzugefügt. Auf dem 1590 gestifteten Altarretabel des Altars ist der Kalvarienberg dargestellt. Die Orgel wurde 1770 von Georg Friedrich Schmahl gebaut.